# Воробьёв, Александр Ильич
Александр Ильич Воробьёв (7 июня 1905—19 ноября 1980) — участник Великой Отечественной войны. Полный кавалер ордена Славы.

## Биография
Родился 6 июня 1905 в деревне Чеусово (Ивановская область) в крестьянской семье. После окончания 7 классов школы работал плотником и лесорубом. В Красной Армии с 23 июня 1941. В боях Великой Отечественной войны начал участвовать с июля 1941. Участвовал в обороне Ленинграда. 17 сентября 1944 возле города Пярну (Эстония), отбил у врага 75-миллиметровую пушку и открыл из неё огонь по противнику. 12 октября 1944 награждён орденом Славы 3-й степени. 10 февраля 1945 разведгруппа Воробьёва захватила мост через Вислу, что позволило Советским войскам перейти через реку. 30 марта 1945 награждён орденом Славы 2-й степени. 31 марта 1945 возле города Данциг (Польша) во главе группы разведчиков захватил мост через канал, уничтожил пулемётную точку противника и взял в плен 2 пулемётчиков. 2 апреля 1945, во время разминирования улиц Данцига, обезвредил 26 вражеских мин. Однако одна мина взорвалась и Воробьев был контужен, но несмотря на контузию, спас тяжело раненого товарища. 29 июня 1945 награждён орденом Славы 1-й степени. Демобилизовался в июле 1945. После демобилизации работал директором кирпичного завода. Неоднократно избирался депутатом сельского Совета. Умер 19 ноября 1980.

## Награды
- Орден Красной Звезды;
- Орден Славы I степени (29 июня 1945; № 1830);
- Орден Славы II степени (30 марта 1945; № 10810);
- Орден Славы III степени (12 октября 1944; № 224501);
- Медаль «За отвагу»;
- Медаль «За оборону Ленинграда»;
- Медаль «За победу над Германией в Великой Отечественной войне 1941-1945 гг.»;
- ряд других медалей